# ...e l'uomo creò Satana
...e l'uomo creò Satana (Inherit the Wind) è un film del 1960 diretto da Stanley Kramer e interpretato da Spencer Tracy, Fredric March e Gene Kelly.
È la trasposizione cinematografica dell'opera teatrale Inherit the Wind di Jerome Lawrence e Robert E. Lee, a sua volta ispirata al "Processo della scimmia di Scopes", che nel 1925 a Dayton nel Tennessee impegnò gli avvocati William Jennings Bryan e Clarence Darrow (quest'ultimo difensore dell'insegnante John Scopes) in un caso riguardante la legge che vietava l'insegnamento di qualsiasi aspetto della teoria evoluzionistica. Scopes fu condannato per aver diffuso le idee di Charles Darwin, ma il verdetto venne ribaltato in appello.
Così come nell'opera teatrale, anche nel film i nomi dei reali protagonisti furono cambiati e la vicenda venne trasferita da Dayton nella fittizia città di Hillsboro. Il co-sceneggiatore Nedrick Young, all'epoca incluso nella lista nera di Hollywood che negava il lavoro ad artisti e professionisti accusati di avere legami con il Partito Comunista, fu accreditato sotto lo pseudonimo di Nathan E. Douglas. Il suo contributo alla sceneggiatura è stato ufficialmente ristabilito dalla Writers Guild of America solo nel 1996.
Il film fu proiettato in anteprima alla 10ª edizione del Festival di Berlino, dove Fredric March vinse l'Orso d'argento, e nel 1961 ricevette quattro candidature ai Premi Oscar e tre ai British Academy Film Awards.

## Trama
Hillsboro, sud degli Stati Uniti. Il giovane insegnante Bertram T. Cates viene arrestato durante una lezione per aver violato la legge che proibisce l'insegnamento della teoria evoluzionistica di Darwin. Ben presto il caso diventa nazionale, guadagnandosi il nome di "Processo della scimmia", e i giornali del Nord dipingono la cittadina come reazionaria e dalla mentalità chiusa. I rappresentanti della comunità accolgono però il processo come un vantaggio, sia per il commercio sia per la loro causa, una volta appreso che per rappresentare l'accusa si è offerto il famoso Matthew Harrison Brady, profondo conoscitore della Bibbia e per tre volte candidato (senza successo) alla presidenza degli Stati Uniti. Intanto Rachel, figlia del reverendo Jeremiah Brown e fidanzata di Bert, cerca di convincere quest'ultimo a pentirsi, ma l'uomo le spiega di non poter rinnegare la libertà della sua mente, sostenuto dal cinico giornalista E.K. Hornbeck che vuole sfruttare il caso e trasformare l'insegnante in un "martire".
Brady arriva, con la moglie Sarah, tra una folla acclamante di fanatici che arringa denunciando la "malvagità dell'evoluzionismo", quando Hornbeck annuncia che il Baltimora Herald ha assunto il brillante Henry Drummond per difendere Bert. Gli abitanti, che conoscono già le idee agnostiche di Drummond, esprimono il loro disprezzo e nel frattempo Rachel informa suo padre che non ha intenzione di lasciare Bert, scatenando la collera dell'uomo. Il mattino successivo Drummond arriva a Hillsboro, accolto solo da Hornbeck e da alcuni studenti, dopodiché si reca in hotel dove incontra il suo vecchio amico Brady. Rachel è combattuta tra l'amore per Bert e quello per suo padre, ma quando durante l'incontro di preghiera il reverendo Brown incita la folla a maledire il giovane insegnante, lo implora sconvolta di fermarsi. Brady interviene esortando tutti al perdono, prima di tornare alla pensione ed unirsi a Drummond sotto il portico, chiedendosi come due vecchi amici siano diventati così distanti.
Il mattino seguente, il processo inizia nel mezzo di un'ondata di caldo record; reporter e spettatori affollano l'aula, dove la giuria è composta interamente da abitanti molto conservatori e i due esperti avvocati sembrano equivalersi già dalle prime procedure. Quando Brady chiama a testimoniare Rachel, le chiede di rivelare quanto confidatogli la sera prima: Bert si è allontanato dalla chiesa anni prima, quando il giovane Tommy Stebbins annegò e il reverendo affermò che l'anima del ragazzo sarebbe bruciata all'inferno perché non era battezzato. La ragazza ha un crollo emotivo e Drummond rinuncia a contro-interrogarla, ma dopo che tutti i suoi testimoni vengono respinti dal giudice Coffey perché ritenuti non rilevanti, lo accusa di parzialità, minacciando di lasciare il caso e venendo così citato per oltraggio alla corte.

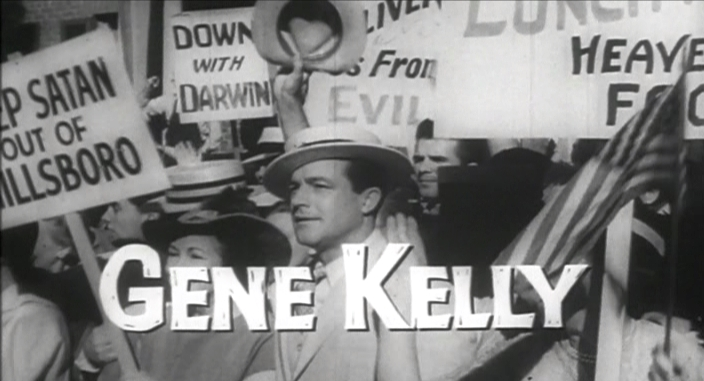
Gene Kelly è il giornalista E.K. Hornbeck.

Dopo che i cittadini hanno passato la notte a intonare inni e bruciare due fantocci davanti alla cella di Bert, il processo riprende e Drummond si scusa con il giudice. Con grande sorpresa degli spettatori, ad essere chiamato al banco dei testimoni come esperto della Bibbia è proprio Brady, che acconsente, sicuro di sé. Drummond lo costringe a entrare in contraddizioni con l'intenzione di dimostrare che Darwin non è inconciliabile con la genesi e che la Bibbia, alla luce delle conoscenze scientifiche, non può essere interpretata alla lettera. Sconvolto, Brady accusa Drummond di distruggere la fede della gente nella Bibbia e afferma di parlare con Dio come un profeta, prima di lasciare il banco tra la perplessità dei suoi sostenitori.
La mattina seguente viene letto il verdetto e Bert è giudicato colpevole, anche se viene condannato solo ad una multa di 100$ per ragioni "politiche", poiché la nazione non sembra essere dalla parte dell'accusa e le elezioni si avvicinano. Un provato Brady inizia comunque a leggere il suo discorso finale, sperando di riconquistare la sua gente, ma crolla a terra e muore mentre tutti stanno abbandonando l'aula. Prima che Drummond si congedi da Hillsboro, Hornbeck pianifica il necrologio di Brady citando le parole del Libro dei Proverbi usate dal reverendo Brown durante l'incontro di preghiera: «Colui che distrugge la propria casa erediterà il vento e lo stolto sarà servo a chi è savio di cuore» («He that troubleth his own house shall inherit the wind and the fool shall be servant to the wise in heart»).

## Produzione
L'opera teatrale Inherit the Wind, scritta da Jerome Lawrence e Robert E. Lee nel 1950, debuttò a Broadway il 21 aprile 1955 con la regia di Herman Shumlin e interpretata da Paul Muni (poi sostituito da Melvyn Douglas), Ed Begley e Tony Randall, nei ruoli che sarebbero stati di Tracy, March e Kelly. Anche se parte della critica vide il dramma solo come una parabola del fervore anticomunista che pervadeva la società, la produzione vinse due Tony Awards nel 1956.

### Il cast
Nel marzo 1956 il Los Angeles Examiner riferì che Stanley Kramer aveva acquisito i diritti per portare sul grande schermo l'opera di Lawrence e Lee (pagando $200.000 come ha riportato nella sua autobiografia) e che nella versione cinematografica sarebbero stati mantenuti i nomi usati in quella teatrale, in particolare per i personaggi principali:
- Henry Drummond (Spencer Tracy), ispirato all'avvocato Clarence Darrow
- Matthew Harrison Brady (Fredric March), ispirato al politico e avvocato William Jennings Bryan
- E.K. Hornbeck (Gene Kelly), ispirato al giornalista Henry Louis Mencken
- Bertram T. Cates (Dick York), ispirato all'insegnante John Scopes

Il regista pensò immediatamente a Tracy e March per i due protagonisti e quando propose il ruolo di E.K. Hornbeck a Gene Kelly, l'attore in un primo momento rifiutò. Anche se alcune fonti riportano che la parte fu poi offerta sia a Theodore Bikel che a Robert Vaughn (che preferì partecipare a I magnifici sette di John Sturges), Kramer insistette comunque con Kelly al quale disse che avrebbe recitato a fianco dei due grandi attori.
Il film vide per l'ultima volta sul grande schermo l'attrice Florence Eldridge, moglie di March sullo schermo e nella vita e già sua partner al cinema e in teatro in altre occasioni, e si distinse anche per la presenza di diversi attori che in seguito sarebbero diventati popolari personaggi televisivi: Dick York (Vita da strega), Harry Morgan (Pete and Gladys, Dragnet, M*A*S*H), Claude Akins (Truck Driver, Lobo), Norman Fell (Tre cuori in affitto, I Roper) e Noah Beery Jr. (Agenzia Rockford).
Secondo fonti sia dell'epoca che più recenti, nel film compaiono non accreditati anche l'attore e sceneggiatore Hampton Fancher e i noti comici dell'era del muto Hank Mann e Snub Pollard.

### Le riprese

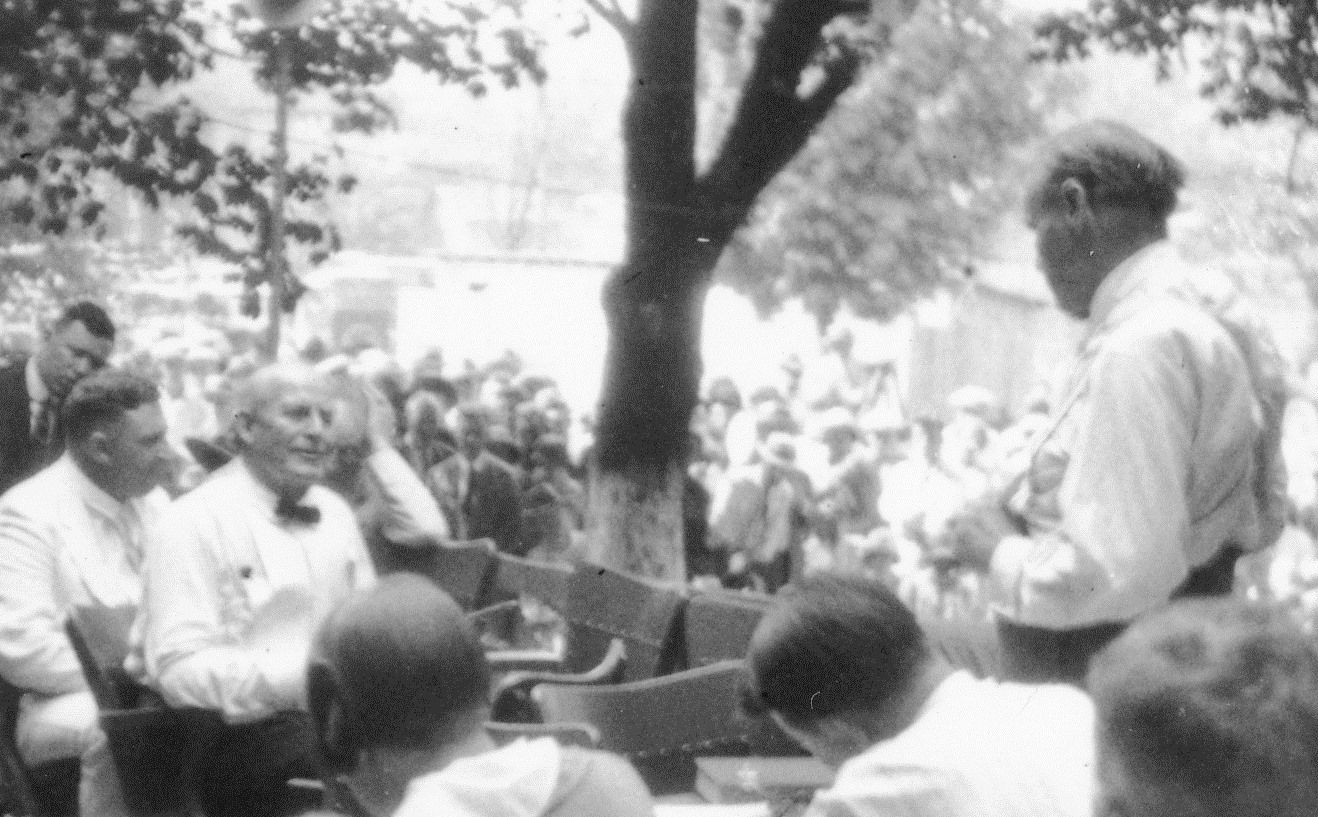
Clarence Darrow (in piedi) mentre interroga William Jennings Bryan come testimone durante una seduta all'aperto del processo Scopes.

Le riprese furono effettuate agli Universal Studios in California, nel backlot di Courthouse Square dal 21 ottobre 1959 fino a metà dicembre. Secondo articoli dell'epoca, le sequenze in aula furono girate davanti a una folla di 300 spettatori tra cui giornalisti, personale dello studio e amici accorsi per assistere al "duello" tra i due protagonisti che a quanto pare non si risparmiarono in scherzi e battute. Per aumentare la tensione dell'arringa finale di Spencer Tracy, la scena fu girata in una sola ripresa dall'esordiente operatore Charles F. Wheeler, che nel 1971 avrebbe ricevuto una nomination all'Oscar per la fotografia per Tora! Tora! Tora!.
La produzione fu accompagnata da numerose proteste da parte di gruppi religiosi e Kramer venne attaccato anche per aver assunto lo sceneggiatore Nedrick Young, all'epoca nella Hollywood blacklist. Anche se usò lo pseudonimo di Nathan E. Douglas, la sua vera identità fu rivelata il 1º gennaio 1959 in un articolo del New York Times. Alcuni mesi dopo il quotidiano riferì che la American Legion, organizzazione di veterani delle forze militari statunitensi, aveva condannato Kramer e la United Artists per averlo assunto per questo film e per il precedente, La parete di fango, per il quale Young aveva vinto l'Oscar, e nel febbraio 1960 il comandante Martin B. McKneally accusò in modo specifico Kramer di aver contribuito a "una rinnovata invasione nei film di artisti sovietici indottrinati".
Dopo pochi giorni il New York Times pubblicò un'intervista con la risposta di Kramer, che rimproverava la Legione e l'industria cinematografica in generale e affermava che "avrebbe assunto qualsiasi scrittore gli piacesse". Il presidente della Authors League of America inviò al regista un telegramma in cui veniva elogiato per la sua «coraggiosa posizione nel respingere pubblicamente lo sforzo di interferire, su basi pseudo-patriottiche, con il diritto degli scrittori a lavorare».

## Distribuzione
La première, alla quale assistette anche John Scopes, si tenne il 25 giugno 1960 al Festival di Berlino, dopodiché il film fu proiettato a Londra il 7 luglio e a Dayton negli Stati Uniti il 21 luglio, 35º anniversario della conclusione del processo.
Nel dicembre dello stesso anno, la Trans World Airlines testò il suo nuovo programma di proiezioni in volo mostrando il film su un Boeing 707 in volo da New York a Los Angeles, utilizzando uno schermo miniaturizzato nella cabina di prima classe. La notizia fu pubblicata da The Hollywood Reporter, che definì la nuova tecnologia «una possibile nuova fonte per i distributori».
La prima uscita in DVD è quella della MGM nel 2001. Il 9 gennaio 2018 è stato distribuito dalla Kino Lorber in edizione Blu-ray, con il trailer e il commento del critico Jim Hemphill tra gli extra.

### Date di uscita
- Regno Unito (Inherit the Wind) – 7 luglio 1960
- Stati Uniti (Inherit the Wind) – 21 luglio 1960
- Germania Ovest (Wer den Wind sät) – 30 agosto 1960
- Austria (Wer den Wind sät...) – Settembre 1960
- Argentina (Heredarás el viento) – 7 dicembre 1960
- Francia (Procès de singe) – 6 gennaio 1961
- Danimarca (Solen stod stille) – 6 marzo 1961
- Finlandia (Joka tuuleen kylvää) – 24 marzo 1961
- Messico (Heredarás el viento) – 27 aprile 1961
- Svezia (Vad vinden sår) – 8 maggio 1961
- Ungheria (Aki szelet vet) – 18 ottobre 1962
- Cecoslovacchia (Kdo seje vítr) – 22 marzo 1963
- Germania Est (Wer den Wind sät) – 29 gennaio 1965

## Accoglienza
Il film non si rivelò un successo al box office, nonostante avesse ricevuto gli elogi della critica e sia stato in seguito riconosciuto come un classico del suo genere.

### Critica
Il sito Rotten Tomatoes riporta il 93% di recensioni con un giudizio positivo, con un voto medio di 8 su 10. Nel 2006, il critico Roger Ebert ha scritto nella sua recensione: «Ciò che sorprende in questo film del 1960 è il modo coraggioso con cui si impegna nelle idee, usa un linguaggio diretto e permette lunghi e appassionati discorsi ai personaggi. Ci sono molte parole ben scritte e recitate e prive di condiscendenza verso il pubblico. Sia Tracy che March sfogano attraverso i loro personaggi una rabbia e una passione che si avventurano oltre la recitazione nel sacro zelo».
All'epoca, il critico Bosley Crowther lo definì sul New York Times «una delle più brillanti e avvincenti prove di recitazione mai viste al cinema», mentre la rivista Variety sottolineò la prova drammatica di Gene Kelly («dimostra che anche senza le scarpette da ballo sa come muoversi sullo schermo») e affermò che l'abbinamento di Spencer Tracy e Fredric March era stato «un colpo da maestro... Se non saranno i principali contendenti per il miglior attore, allora l'Oscar dovrebbe essere rimesso nel deposito per un altro anno». Alla fine solo Tracy ottenne una candidatura, ma il premio andò a Burt Lancaster per Il figlio di Giuda.
Tra le recensioni più critiche ci fu quella del settimanale Time, che lo giudicò «una manipolazione fiacca e confusa di idee e attori», che faceva la caricatura di entrambe le parti in causa.

## Riconoscimenti
- Festival internazionale del cinema di Berlino 1960
- Orso d'argento per il miglior attore a Fredric March
- Jugendfilmpreis per il miglior lungometraggio a Stanley Kramer
- Candidatura all'Orso d'oro a Stanley Kramer
- National Board of Review 1960
- Top Ten Films
- Golden Globe 1961
- Candidatura per il miglior film drammatico
- Candidatura per il miglior attore in un film drammatico a Spencer Tracy

- Premio Oscar 1961
- Candidatura per il miglior attore protagonista a Spencer Tracy
- Candidatura per la migliore sceneggiatura non originale a Nedrick Young e Harold Jacob Smith
- Candidatura per la migliore fotografia (bianco e nero) a Ernest Laszlo
- Candidatura per il miglior montaggio a Frederic Knudtson
- BAFTA Awards 1961
- Candidatura per il miglior film internazionale a Stanley Kramer
- Candidatura per il miglior attore straniero a Spencer Tracy
- Candidatura per il miglior attore straniero a Fredric March

## Differenze con gli eventi reali
Così come l'opera di Lawrence e Lee, anche il film si discosta per alcuni aspetti dagli eventi realmente accaduti a partire dal rapporto tra Drummond e Brady, che nella realtà non erano vecchi amici, e dai personaggi completamente inventati del Rev. Brown e della figlia Rachel. Nel film viene inoltre dato più spazio alla storia d'amore tra quest'ultima e l'imputato, la cui figura assume maggiore rilievo rispetto all'opera teatrale.
Nella realtà, John T. Scopes non fu arrestato e il processo non fu avviato da cittadini bigotti guidati da un predicatore e intenzionati a "linciare" l'insegnante per aver diffuso le teorie di Darwin. Fu infatti l'organizzazione non governativa American Civil Liberties Union, che difendeva i diritti civili e le libertà individuali, a voler mettere in discussione il Butler Act, che vietava l'insegnamento dell'evoluzionismo nelle scuole del Tennessee e che l'unione riteneva incostituzionale. Scopes, che in realtà aveva un incarico da allenatore di football americano e solo raramente aveva parlato di evoluzione ai suoi studenti, fu convinto dall'ingegnere George W. Rappleyea a unirsi alla causa e fare da imputato in un test case per mettere alla prova la legge e creare un precedente.
William Jennings Bryan, che il film fa apparire come un fanatico religioso in modo quasi caricaturale, non contestò come troppo indulgente la multa di $100 comminata all'imputato e si offrì di pagarla lui stesso. Inoltre Bryan non morì il giorno conclusivo del processo ma cinque giorni dopo, il 26 luglio 1925.